# Johannes van der Kellen
Johannes van der Kellen (Utrecht, 18 juni 1843 – Rotterdam, 28 augustus 1895) was een Nederlands graveur, tekenaar, tekenleraar en kunsthandelaar.

## Leven en werk
Johannes van der Kellen was een zoon van medailleur en stempelsnijder David van der Kellen (1804-1879) en Hanriette Fricederica Menger (1808-1886) en een broer van David, Johann Philip en Hendrika van der Kellen. Hij werd opgeleid door zijn vader en studeerde aan de Rijksakademie van beeldende kunsten (1860-1864) in Amsterdam, o.l.v. J.W. Kaiser. Van der Kellen maakte etsen en tekeningen. Eigen werk, maar ook naar werk van onder anderen Antoon van Dyck, Robert Nanteuil en Jan Steen. 
Van der Kellen werd docent aan de Academie van Beeldende Kunsten en Technische Wetenschappen in Rotterdam. Later gaf hij les aan de hbs voor jongens en een meisjesschool. Nadat hij in 1877 bij de meisjesschool zijn ontslag kreeg, opende hij een kunsthandel aan de Noordblaak in Rotterdam, waar hij gravures, etsen, foto's en schilder- en tekenmaterialen verkocht. In 1882 kreeg hij op zijn verzoek eervol ontslag als onderwijzer aan de hbs.
Johannes van der Kellen overleed op 62-jarige leeftijd.

## Enkele werken

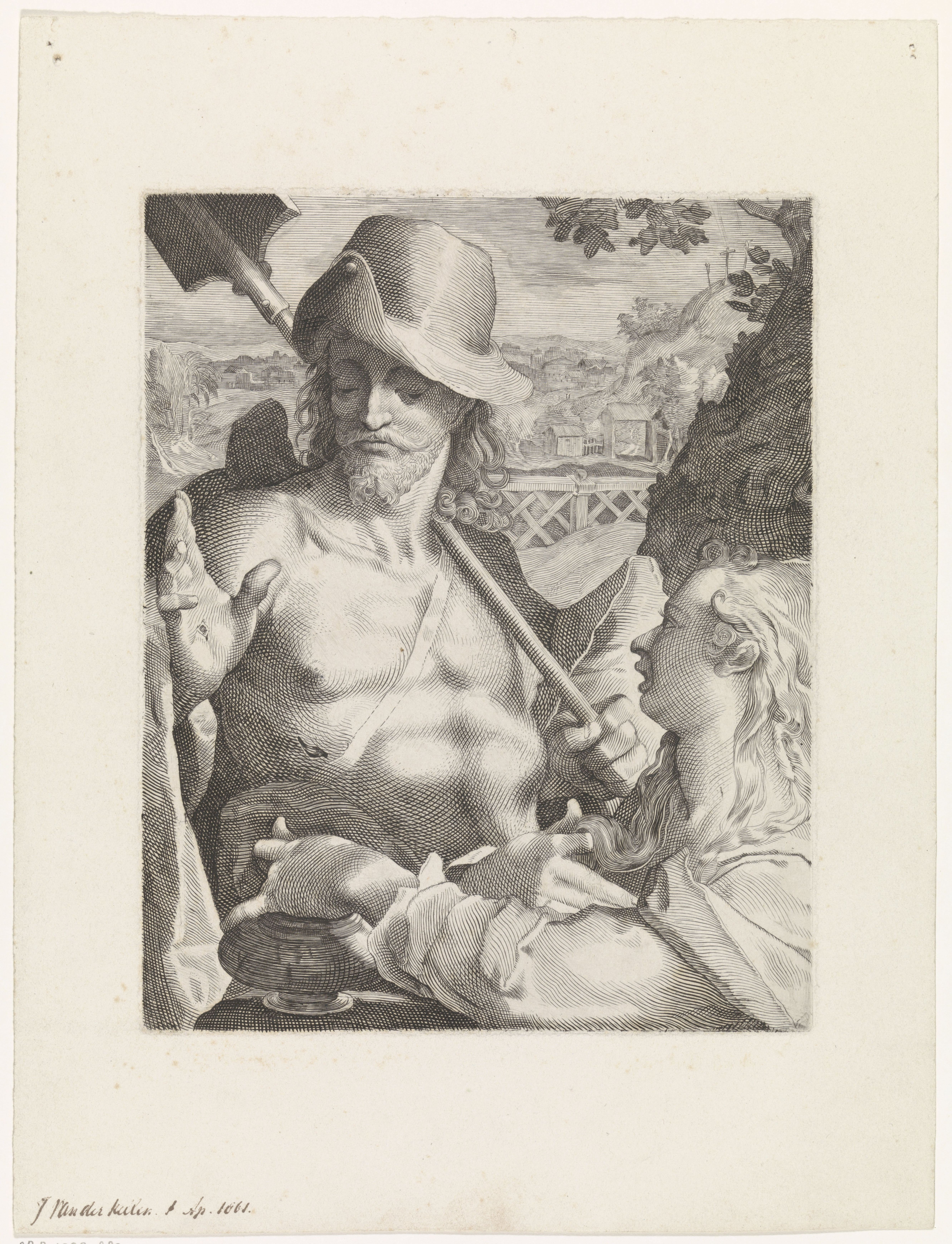
Christus verschijnt aan Maria Magdalena, 1861
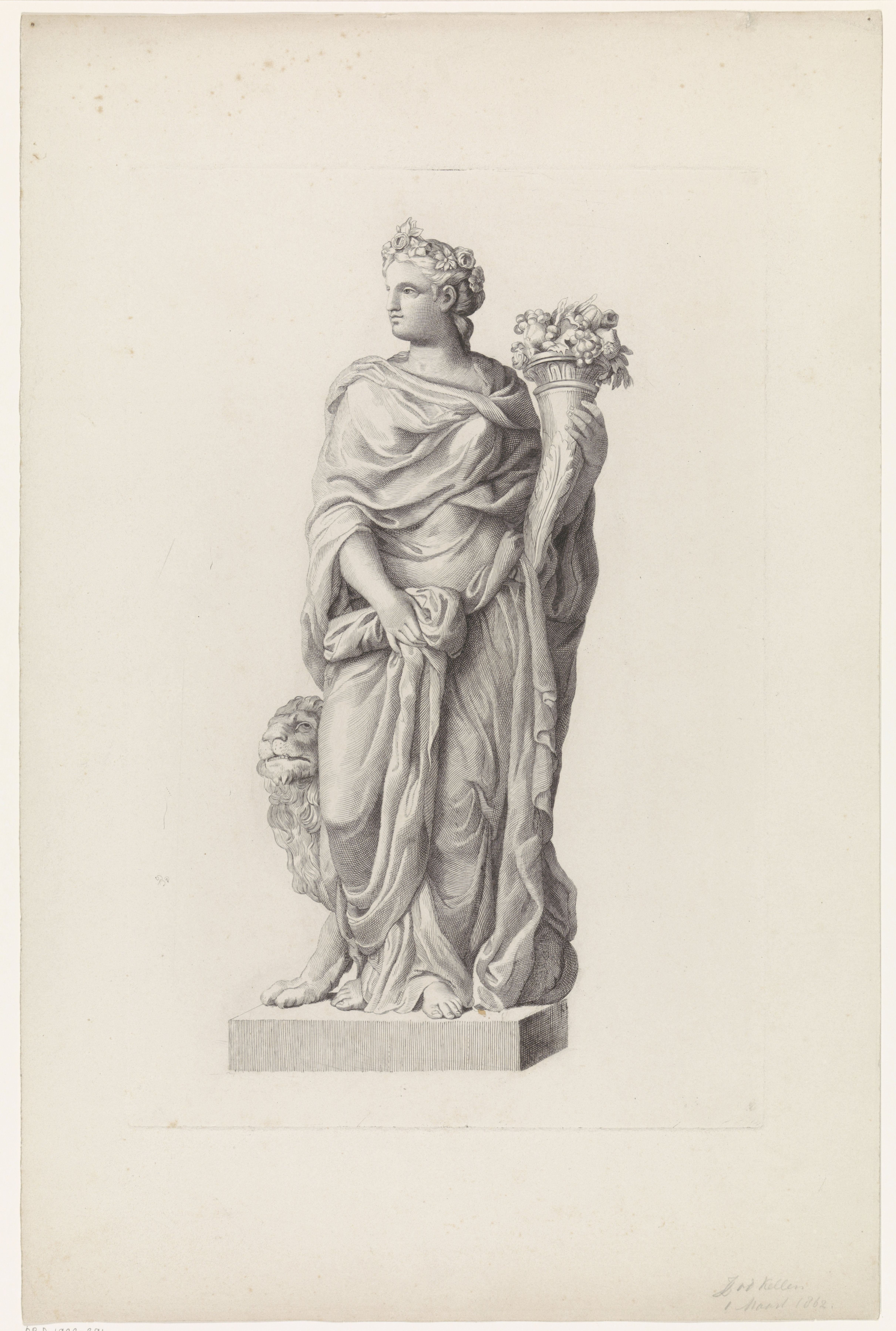
Flora, 1862
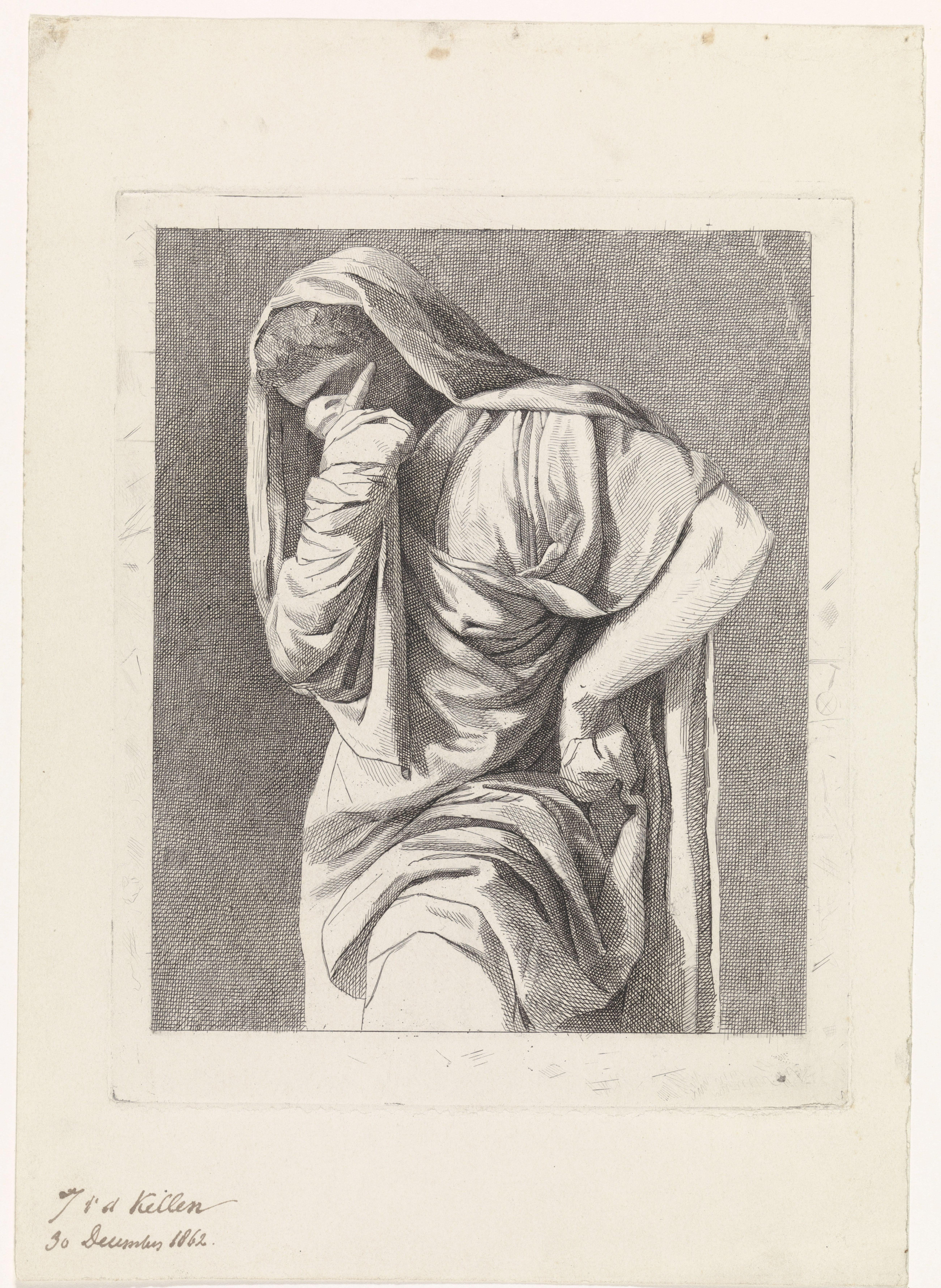
Treurende vrouw in klassiek gewaad, 1862
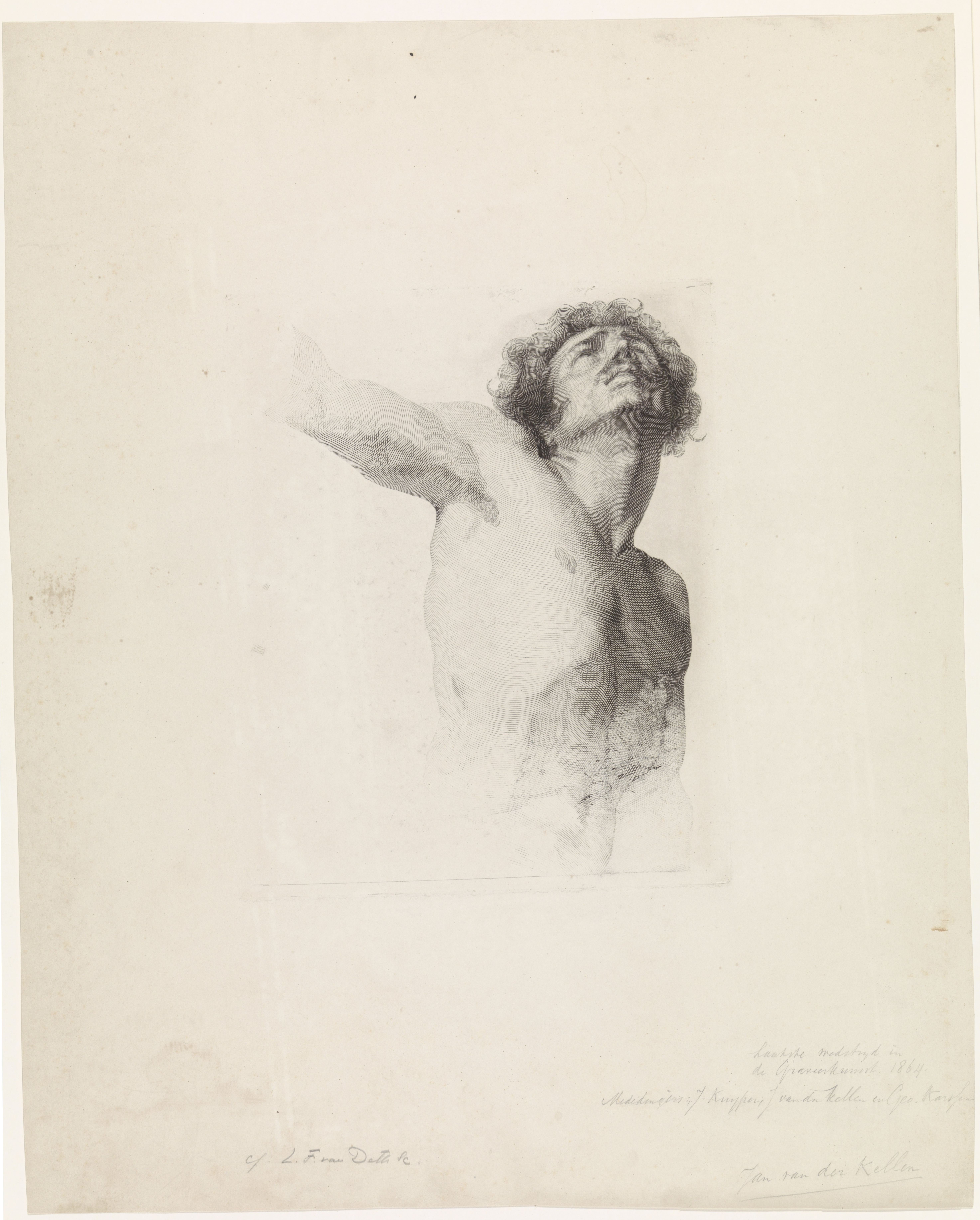
Studie van het naakte bovenlijf van een manfiguur, 1864.

- Biografisch Portaal: 41674939
- RKD-Nederlands Instituut voor Kunstgeschiedenis: 373861